# Fulvio Bernardini
Fulvio Bernardini (Róma, 1905. december 28. – Róma, 1984. január 13.) olimpiai bronzérmes olasz labdarúgó, fedezet, edző. Az olasz válogatott szövetségi kapitánya (1974–1975).

## Pályafutása

### Klubcsapatban
1923 és 1926 között a Lazio, 1926 és 1928 között az Internazionale, 1928 és 1939 között az AS Roma, 1939 és 1943 között a római MATER labdarúgója volt.

### A válogatottban
1925 és 1932 között 26 alkalommal szerepelt az olasz válogatottban és három gólt szerzett. Tagja volt az 1928-as amszterdami olimpián bronzérmet szerző válogatottnak.

### Edzőként
1939-ben a MATER csapatánál játékos-edzőként kezdte edzői pályafutását. 1949–50-ben az AS Roma, 1950–51-ben a Reggina, 1951 és 1953 között a Vicenza, 1953 és 1958 között a Fiorentina vezetőedzőjeként tevékenykedett. A firenzei csapattal egy olasz bajnoki címet nyert (1955–56) és az 1956–57-es idényben BEK-döntős volt az együttessel. Közben, 1956-ban az olasz U21-es válogatott szakmai munkáját is irányította. 1958 és 1960 között a Lazio csapatánál dolgozott, ahol egy olaszkupagyőzelmet (1958) ért el. 1961 és 1965 között a Bologna vezetőedzője, ahol, olasz bajnoki címet (1963–64) és közép-európai kupagyőzelmet (1961) ért el a csapattal. 1965–66-ban a Sampdoria együttesének a technikai vezetője, majd 1966 és 1971 között a vezetőedzője volt. 1974–75-ben hat mérkőzésen az olasz válogatott szövetségi kapitányaként tevékenykedett. 1977-ig további 16 mérkőzésen technikai vezetőként segítette Enzo Bearzot munkáját.

## Sikerei, díjai

### Játékosként
Olaszország
- Olimpiai játékok
  - bronzérmes: 1928, Amszterdam
- Európa-kupa
  - győztes: 1927–30
  - 2.: 1931–32

 Lazio
- Olasz bajnokság (Prima Divisione)
  - gólkirály: 1922–23 (21 gól)

### Edzőként
- Seminatore d'oro (1955–56)

 Fiorentina
- Olasz bajnokság (Serie A)
  - bajnok: 1955–56
- Bajnokcsapatok Európa-kupája (BEK)
  - döntős: 1956–57

 Lazio
- Olasz kupa (Coppa Italia)
  - győztes: 1958

 Bologna
- Olasz bajnokság (Serie A)
  - bajnok: 1963–64
- Közép-európai kupa
  - győztes: 1961

## Statisztika

### Mérkőzései olasz szövetségi kapitányként
| Olaszország | Olaszország          | Olaszország                     | Olaszország | Olaszország | Olaszország   | Olaszország  | Olaszország | Olaszország |
| #           | Dátum                | Helyszín                        | Hazai       | Eredmény    | Vendég        | Kiírás       | Gólok       | Esemény     |
| ----------- | -------------------- | ------------------------------- | ----------- | ----------- | ------------- | ------------ | ----------- | ----------- |
| 1.          | 1974. szeptember 28. | Zágráb, Maksimir Stadion        | Jugoszlávia | 1 – 0       | Olaszország   | barátságos   | -           |             |
| 2.          | 1974. november 20.   | Rotterdam, Feijenoord Stadion   | Hollandia   | 3 – 1       | Olaszország   | Eb-selejtező | -           |             |
| 3.          | 1974. december 29.   | Genova, Luigi Ferraris Stadion  | Olaszország | 0 – 0       | Bulgária      | barátságos   | -           |             |
| 4.          | 1975. április 19.    | Róma, Olimpiai Stadion          | Olaszország | 0 – 0       | Lengyelország | Eb-selejtező | -           |             |
| 5.          | 1975. június 5.      | Helsinki, Olimpiai Stadion      | Finnország  | 0 – 1       | Olaszország   | Eb-selejtező | -           |             |
| 6.          | 1975. június 8.      | Moszkva, Központi Lenin Stadion | Szovjetunió | 1 – 0       | Olaszország   | barátságos   | -           |             |
|             | Összesen             |                                 |             | –           | mérkőzés      |              | –           | gól         |